# Jakob Wegelius
Jakob Wegelius (ur. 1966 w Göteborgu) – szwedzki autor i ilustrator książek dla dzieci.
W Polsce nakładem Wydawnictwa Zakamarki ukazały się jego książki autorskie  w tłumaczeniu Agnieszki Stróżyk:
- Legenda Sally Jones (tyt. oryg. Legenden om Sally Jones, 2008), Poznań 2015, ISBN 978-83-7776-099-4

- Małpa mordercy (tyt. oryg. Mördarens apa, 2014), Poznań 2021, ISBN 978-83-7776-140-3
- Esperanza (tyt. oryg. Esperanza), Poznań 2023, ISBN 978-83-7776-259-2